# Coppa di Turchia 2018-2019 (pallavolo femminile)
La Coppa di Turchia 2018-2019 si è svolta dal 4 gennaio al 24 marzo 2019: al torneo hanno partecipato 12 squadre di club turche e la vittoria finale è andata per la nona volta all'Eczacıbaşı.

## Regolamento
Alla competizione prendono parte tutte e 12 le squadre partecipanti alla Sultanlar Ligi. Al termine del girone di andata di regular season, le prime 4 classificate accedono direttamente alla Final Eight, mentre le altre 8 squadre, sorteggiati gli abbinamenti, affrontano le qualificazioni alla fase finale sfidandosi in gare di andata e ritorno: in caso di una vittoria a testa, si qualifica la squadra con miglior quoziente set e, in subordine, di miglior quoziente punti; in caso di ulteriore pareggio, viene disputato un golden set.

## Squadre partecipanti
| - Aydın BB - Beşiktaş - Beylikdüzü Vİ - Çanakkale - Eczacıbaşı - Fenerbahçe | - Galatasaray - Halkbank - Karayolları - Nilüfer - Türk Hava Yolları - VakıfBank |

## Torneo

### Ottavi di finale

#### Andata
| 4 gennaio 2019 Beylikdüzü Spor Salonu, Istanbul Durata: 1h:39 - Spettatori: 400        | Beylikdüzü Vİ | 0 - 3 | Nilüfer           | 24-26, 25-27, 21-25               |
| 19 febbraio 2019 Mimar Sinan Kapalı Spor Salonu, Aydın Durata: 2h:30 - Spettatori: 264 | Aydın BB      | 2 - 3 | Karayolları       | 24-26, 25-22, 18-25, 25-21, 11-15 |
| 5 gennaio 2019 Anafartalar Spor Salonu, Çanakkale Durata: 1h:55 - Spettatori: 1 000    | Çanakkale     | 1 - 3 | Beşiktaş          | 21-25, 20-25, 25-12, 23-25        |
| 4 gennaio 2019 Başkent Voleybol Salonu, Ankara Durata: 1h:27 - Spettatori: 320         | Halkbank      | 0 - 3 | Türk Hava Yolları | 16-25, 18-25, 19-25               |

#### Ritorno
| 7 gennaio 2019 Cengiz Göllü Kapalı Spor Salonu, Bursa Durata: 2h:16 - Spettatori: 250 | Nilüfer           | 1 - 3 | Beylikdüzü Vİ | 29-27, 20-25, 23-25, 15-25 Golden set: 15-8 |
| 13 marzo 2019 Başkent Voleybol Salonu, Ankara Durata: 1h:29 - Spettatori: 250         | Karayolları       | 0 - 3 | Aydın BB      | 16-25, 25-27, 22-25                         |
| 8 gennaio 2019 Burhan Felek Spor Salonu, Istanbul Durata: 1h:55 - Spettatori: 220     | Beşiktaş          | 3 - 1 | Çanakkale     | 20-25, 25-20, 25-22, 25-20                  |
| 7 gennaio 2019 Burhan Felek Spor Salonu, Istanbul Durata: 2h:03 - Spettatori: 114     | Türk Hava Yolları | 3 - 1 | Halkbank      | 17-25, 25-22, 25-22, 25-23                  |

### Final-Eight
|  | Quarti di finale  | Quarti di finale  | Quarti di finale |             |            | Semifinali | Semifinali | Semifinali |  |  | Finale | Finale | Finale |  |
|  |                   |                   |                  |             |            |            |            |            |  |  |        |        |        |  |
|  | Eczacıbaşı        | Eczacıbaşı        | 3                |             |            |            |            |            |  |  |        |        |        |  |
|  | Eczacıbaşı        | Eczacıbaşı        | 3                |             |            |            |            |            |  |  |        |        |        |  |
|  | Nilüfer           | Nilüfer           | 0                |             |            |            |            |            |  |  |        |        |        |  |
|  | Nilüfer           | Nilüfer           | 0                |             | Eczacıbaşı | Eczacıbaşı | 3          |            |  |  |        |        |        |  |
|  |                   |                   |                  |             | Eczacıbaşı | Eczacıbaşı | 3          |            |  |  |        |        |        |  |
|  |                   |                   | Galatasaray      | Galatasaray | 2          |            |            |            |  |  |        |        |        |  |
|  | Galatasaray       | Galatasaray       | Galatasaray      | Galatasaray | 2          | 3          |            |            |  |  |        |        |        |  |
|  | Galatasaray       | Galatasaray       |                  |             |            |            |            |            |  |  |        |        |        |  |
|  | Aydın BB          | Aydın BB          | 2                |             |            |            |            |            |  |  |        |        |        |  |
|  | Aydın BB          | Aydın BB          | 2                |             | Eczacıbaşı | Eczacıbaşı | 3          |            |  |  |        |        |        |  |
|  |                   |                   |                  |             |            |            |            |            |  |  |        |        |        |  |
|  |                   |                   | Fenerbahçe       | Fenerbahçe  | 1          |            |            |            |  |  |        |        |        |  |
|  | VakıfBank         | VakıfBank         | Fenerbahçe       | Fenerbahçe  | 1          | 3          |            |            |  |  |        |        |        |  |
|  | VakıfBank         | VakıfBank         |                  |             |            |            |            |            |  |  |        |        |        |  |
|  | Beşiktaş          | Beşiktaş          | 0                |             |            |            |            |            |  |  |        |        |        |  |
|  | Beşiktaş          | Beşiktaş          | 0                |             | VakıfBank  | VakıfBank  | 2          |            |  |  |        |        |        |  |
|  |                   |                   |                  |             | VakıfBank  | VakıfBank  | 2          |            |  |  |        |        |        |  |
|  |                   |                   | Fenerbahçe       | Fenerbahçe  | 3          |            |            |            |  |  |        |        |        |  |
|  | Fenerbahçe        | Fenerbahçe        | Fenerbahçe       | Fenerbahçe  | 3          | 3          |            |            |  |  |        |        |        |  |
|  | Fenerbahçe        | Fenerbahçe        |                  |             |            |            |            |            |  |  |        |        |        |  |
|  | Türk Hava Yolları | Türk Hava Yolları | 0                |             |            |            |            |            |  |  |        |        |        |  |

#### Quarti di finale
| 22 marzo 2019 İzmir Atatürk Spor Salonu, Smirne Durata: 1h:22 - Spettatori: 3 000 | Eczacıbaşı  | 3 - 0 | Nilüfer           | 25-20, 25-13, 25-23              |
| 22 marzo 2019 İzmir Atatürk Spor Salonu, Smirne Durata: 2h:11 - Spettatori: 1 000 | Galatasaray | 3 - 2 | Aydın BB          | 25-18, 22-25, 21-25, 25-15, 15-8 |
| 22 marzo 2019 İzmir Atatürk Spor Salonu, Smirne Durata: 1h:25 - Spettatori: 1 500 | VakıfBank   | 3 - 0 | Beşiktaş          | 25-22, 25-20, 25-13              |
| 22 marzo 2019 İzmir Atatürk Spor Salonu, Smirne Durata: 1h:17 - Spettatori: 2 200 | Fenerbahçe  | 3 - 0 | Türk Hava Yolları | 25-17, 25-19, 25-17              |

#### Semifinali
| 23 marzo 2019 İzmir Atatürk Spor Salonu, Smirne Durata: 2h:11 - Spettatori: 2 500 | Eczacıbaşı | 3 - 2 | Galatasaray | 25-11, 22-25, 19-25, 25-16, 15-8  |
| 23 marzo 2019 İzmir Atatürk Spor Salonu, Smirne Durata: 2h:40 - Spettatori: 4 000 | VakıfBank  | 2 - 3 | Fenerbahçe  | 25-17, 21-25, 21-25, 31-29, 13-15 |

#### Finale
| 24 marzo 2019 İzmir Atatürk Spor Salonu, Smirne Durata: 2h:09 - Spettatori: 7 000 | Eczacıbaşı | 3 - 1 | Fenerbahçe | 23-25, 25-17, 25-22, 25-20 |